# Обединена арабска република
Обединената арабска република (ОАР) (на арабски: الجمهورية العربية المتحدة) е историческа държава,  съюз между републиките Египет и Сирия. Основана на 1 февруари 1958 г., тя е първата крачка към панарабска нация. Създадена е, тъй като група политически и военни дейци в Сирия са притеснени от опасността комунистите да дойдат на власт и поради това търсят помощта на президента на Египет, Гамал Абдел Насър.
Съюзът обединява двете нации в една обща държава със столица Кайро, а на 5 февруари 1958 г. Насър се самоназначава за неин президент. Египетските военни и технически съветници настъпват към Сирия и комунистическата заплаха е отстранена. По ирония на съдбата  новата държава е подкрепена именно от враговете си[поясни]. Съветският съюз, целящ да запази своите съюзници в Студената война, бързо започва да продава оръжие на прохождащата република – политика, която продължава да води дори след рухването на ОАР.
ОАР възприема флаг, в основата на който стои този на Египет, но с две звезди, които символизират двете части. Днес това е знамето на Сирия. Флагът на Ирак е подобен, но с три звезди, които изобразяват надеждата, че ОАР ще се разшири. В основите на флага на Судан също стоят хоризонтални червена, бяла и черна ленти.
След известно време сирийците се раздразват от това, че ги управляват от отдалечения Кайро, а сирийските водачи, които со принудени да живеят в Кайро, се чувстват откъснати от източниците си на власт. Също така, според някои, египтяните в Сирия се държат арогантно, като мнозина от тях се отнасят към Сирия като към колония на Египет.
ОАР се сгромолясва през 1961 г. след държавен преврат в Сирия. Египет, останала единствена в Обединената арабска република, продължава да носи това име до смъртта на Насър през 1970 г.
Обединени арабски държави са много по-слаба конфедерация, създадена между ОАР и Йеменското мутауакилийско кралство. Тя просъществува от 1958 до 1961.